# 16e étape du Tour d'Italie 2016
Pour un article plus général, voir Tour d'Italie 2016.
La 16e étape du Tour d'Italie 2016 se déroule le mardi 24 mai 2016, entre Bressanone et Andalo sur une distance de 132 km.

## Parcours
Le parcours est de moyenne montagne. Il comprend 2 cols de 2e catégorie et 1 col de 3e catégorie.

## Résultats

### Classement de l'étape
| Classement de l'étape | Classement de l'étape | Classement de l'étape | Classement de l'étape | Classement de l'étape |
|                       | Coureur               | Pays                  | Équipe                | Temps                 |
| --------------------- | --------------------- | --------------------- | --------------------- | --------------------- |
| 1er                   | Alejandro Valverde    | Espagne               | Movistar              | en 2 h 58 min 54 s    |
| 2e                    | Steven Kruijswijk     | Pays-Bas              | Lotto NL-Jumbo        | m.t                   |
| 3e                    | Ilnur Zakarin         | Russie                | Katusha               | + 8 s                 |
| 4e                    | Diego Ulissi          | Italie                | Lampre-Merida         | + 37 s                |
| 5e                    | Bob Jungels           | Luxembourg            | Etixx-Quick Step      | + 37 s                |
| 6e                    | David López García    | Espagne               | Sky                   | + 38 s                |
| 7e                    | Sergey Firsanov       | Russie                | Gazprom-RusVelo       | + 38 s                |
| 8e                    | Esteban Chaves        | Colombie              | Orica-GreenEDGE       | + 42 s                |
| 9e                    | Rafał Majka           | Pologne               | Tinkoff               | + 50 s                |
| 10e                   | Domenico Pozzovivo    | Italie                | AG2R La Mondiale      | + 1 min 47 s          |
| modifier              |                       |                       |                       |                       |

### Points attribués
|   | Cycliste       | Nat       | Équipe           | Pts | Bonif |
| - | -------------- | --------- | ---------------- | --- | ----- |
| 1 | Marco Coledan  | Italie    | Trek-Segafredo   | 10  | 3 s   |
| 2 | Matteo Trentin | Italie    | Etixx-Quick Step | 6   | 2 s   |
| 3 | Daniel Oss     | Italie    | BMC Racing       | 3   | 1 s   |
| 4 | Pim Ligthart   | Pays-Bas  | Lotto-Soudal     | 2   |       |
| 5 | Simon Clarke   | Australie | Cannondale       | 1   |       |

|   | Cycliste           | Nat        | Équipe           | Pts | Bonif |
| - | ------------------ | ---------- | ---------------- | --- | ----- |
| 1 | Diego Ulissi       | Italie     | Lampre-Merida    | 10  | 3 s   |
| 2 | Alejandro Valverde | Espagne    | Movistar         | 6   | 2 s   |
| 3 | Vincenzo Nibali    | Italie     | Astana           | 3   | 1 s   |
| 4 | Tanel Kangert      | Estonie    | Astana           | 2   |       |
| 5 | Bob Jungels        | Luxembourg | Etixx-Quick Step | 1   |       |

| - Sprint final de Andalo (km 132) \| \| Cycliste \| Nat \| Équipe \| Points \| Bonif \| \| -- \| ------------------ \| ---------- \| ---------------- \| ------ \| ----- \| \| 1 \| Alejandro Valverde \| Espagne \| Movistar \| 25 \| 10 s \| \| 2 \| Steven Kruijswijk \| Pays-Bas \| Lotto NL-Jumbo \| 18 \| 6 s \| \| 3 \| Ilnur Zakarin \| Russie \| Katusha \| 12 \| 4 s \| \| 4 \| Diego Ulissi \| Italie \| Lampre-Merida \| 8 \| \| \| 5 \| Bob Jungels \| Luxembourg \| Etixx-Quick Step \| 6 \| \| \| 6 \| David López García \| Espagne \| Sky \| 5 \| \| \| 7 \| Sergey Firsanov \| Russie \| Gazprom-RusVelo \| 4 \| \| \| 8 \| Esteban Chaves \| Colombie \| Orica-GreenEDGE \| 3 \| \| \| 9 \| Rafał Majka \| Pologne \| Tinkoff \| 2 \| \| \| 10 \| Domenico Pozzovivo \| Italie \| AG2R La Mondiale \| 1 \| \| |                    |            |                  |        |       |
| | Cycliste           | Nat        | Équipe           | Points | Bonif |
| 1 | Alejandro Valverde | Espagne    | Movistar         | 25     | 10 s  |
| 2 | Steven Kruijswijk  | Pays-Bas   | Lotto NL-Jumbo   | 18     | 6 s   |
| 3 | Ilnur Zakarin      | Russie     | Katusha          | 12     | 4 s   |
| 4 | Diego Ulissi       | Italie     | Lampre-Merida    | 8      |       |
| 5 | Bob Jungels        | Luxembourg | Etixx-Quick Step | 6      |       |
| 6 | David López García | Espagne    | Sky              | 5      |       |
| 7 | Sergey Firsanov    | Russie     | Gazprom-RusVelo  | 4      |       |
| 8 | Esteban Chaves     | Colombie   | Orica-GreenEDGE  | 3      |       |
| 9 | Rafał Majka        | Pologne    | Tinkoff          | 2      |       |
| 10 | Domenico Pozzovivo | Italie     | AG2R La Mondiale | 1      |       |

### Cols et côtes
|   | Cycliste           | Pays       | Équipe           | Points |
| - | ------------------ | ---------- | ---------------- | ------ |
| 1 | David López García | Espagne    | Sky              | 15     |
| 2 | Sergey Firsanov    | Russie     | Gazprom-RusVelo  | 8      |
| 3 | Bob Jungels        | Luxembourg | Etixx-Quick Step | 6      |
| 4 | Diego Ulissi       | Italie     | Lampre-Merida    | 4      |
| 5 | Tanel Kangert      | Estonie    | Astana           | 2      |
| 6 | Joe Dombrowski     | États-Unis | Cannondale       | 1      |

|   | Cycliste           | Pays       | Équipe           | Points |
| - | ------------------ | ---------- | ---------------- | ------ |
| 1 | Steven Kruijswijk  | Pays-Bas   | Lotto NL-Jumbo   | 15     |
| 2 | Ilnur Zakarin      | Russie     | Katusha          | 8      |
| 3 | Alejandro Valverde | Espagne    | Movistar         | 6      |
| 4 | Esteban Chaves     | Colombie   | Orica-GreenEDGE  | 4      |
| 5 | Bob Jungels        | Luxembourg | Etixx-Quick Step | 2      |
| 6 | Diego Ulissi       | Italie     | Lampre-Merida    | 1      |

| - Andalo, 3e catégorie (km 132) \| \| Cycliste \| Pays \| Équipe \| Points \| \| - \| ------------------ \| -------- \| -------------- \| ------ \| \| 1 \| Alejandro Valverde \| Espagne \| Movistar \| 7 \| \| 2 \| Steven Kruijswijk \| Pays-Bas \| Lotto NL-Jumbo \| 4 \| \| 3 \| Ilnur Zakarin \| Russie \| Katusha \| 2 \| \| 4 \| Diego Ulissi \| Italie \| Lampre-Merida \| 1 \| |                    |          |                |        |
| | Cycliste           | Pays     | Équipe         | Points |
| 1 | Alejandro Valverde | Espagne  | Movistar       | 7      |
| 2 | Steven Kruijswijk  | Pays-Bas | Lotto NL-Jumbo | 4      |
| 3 | Ilnur Zakarin      | Russie   | Katusha        | 2      |
| 4 | Diego Ulissi       | Italie   | Lampre-Merida  | 1      |

### Classement au temps par équipes
| Classement par équipes au temps | Classement par équipes au temps | Classement par équipes au temps | Classement par équipes au temps |
|                                 | Équipe                          | Pays                            | Temps                           |
| ------------------------------- | ------------------------------- | ------------------------------- | ------------------------------- |
| 1re                             | Sky                             | Royaume-Uni                     | en 9 h 4 min 0 s                |
| 2e                              | AG2R La Mondiale                | France                          | + 2 min 36 s                    |
| 3e                              | Astana                          | Kazakhstan                      | + 3 min 17 s                    |
| modifier                        |                                 |                                 |                                 |

### Classement aux points par équipes
| Classement par équipes aux points | Classement par équipes aux points | Classement par équipes aux points | Classement par équipes aux points | Classement par équipes aux points |
|                                   | Équipes                           | Pays                              |                                   | Point(s)                          |
| --------------------------------- | --------------------------------- | --------------------------------- | --------------------------------- | --------------------------------- |
| 1re                               | Movistar                          | Espagne                           |                                   | 55                                |
| 2e                                | Lotto NL-Jumbo                    | Pays-Bas                          |                                   | 35                                |
| 3e                                | Katusha                           | Russie                            |                                   | 28                                |
| modifier                          |                                   |                                   |                                   |                                   |

## Classements à l'issue de l'étape

### Classement général
| Classement général | Classement général  | Classement général | Classement général | Classement général  |
|                    | Coureur             | Pays               | Équipe             | Temps               |
| ------------------ | ------------------- | ------------------ | ------------------ | ------------------- |
| 1er                | Steven Kruijswijk   | Pays-Bas           | Lotto NL-Jumbo     | en 63 h 40 min 10 s |
| 2e                 | Esteban Chaves      | Colombie           | Orica-GreenEDGE    | + 3 min 0 s         |
| 3e                 | Alejandro Valverde  | Espagne            | Movistar           | + 3 min 23 s        |
| 4e                 | Vincenzo Nibali     | Italie             | Astana             | + 4 min 43 s        |
| 5e                 | Ilnur Zakarin       | Russie             | Katusha            | + 4 min 50 s        |
| 6e                 | Rafał Majka         | Pologne            | Tinkoff            | + 5 min 34 s        |
| 7e                 | Bob Jungels         | Luxembourg         | Etixx-Quick Step   | + 7 min 57 s        |
| 8e                 | Andrey Amador       | Costa Rica         | Movistar           | + 8 min 53 s        |
| 9e                 | Domenico Pozzovivo  | Italie             | AG2R La Mondiale   | + 10 min 5 s        |
| 10e                | Kanstantsin Siutsou | Biélorussie        | Dimension Data     | + 11 min 3 s        |
| modifier           |                     |                    |                    |                     |

### Classement du meilleur jeune
| Classement du meilleur jeune | Classement du meilleur jeune | Classement du meilleur jeune | Classement du meilleur jeune | Classement du meilleur jeune |
|                              | Coureur                      | Pays                         | Équipe                       | Temps                        |
| ---------------------------- | ---------------------------- | ---------------------------- | ---------------------------- | ---------------------------- |
| 1er                          | Bob Jungels                  | Luxembourg                   | Etixx-Quick Step             | en 63 h 48 min 7 s           |
| 2e                           | Sebastián Henao              | Colombie                     | Sky                          | + 14 min 17 s                |
| 3e                           | Davide Formolo               | Italie                       | Cannondale                   | + 34 min 11 s                |
| 4e                           | Valerio Conti                | Italie                       | Lampre-Merida                | + 53 min 40 s                |
| 5e                           | Joe Dombrowski               | États-Unis                   | Cannondale                   | + 1 h 1 min 12 s             |
| modifier                     |                              |                              |                              |                              |

### Classement aux points
| Classement par points | Classement par points | Classement par points | Classement par points | Classement par points |
| --------------------- | --------------------- | --------------------- | --------------------- | --------------------- |
|                       | Coureur               | Pays                  | Équipe                | Point(s)              |
| 1er                   | Giacomo Nizzolo       | Italie                | Trek-Segafredo        | 138 points            |
| 2e                    | Diego Ulissi          | Italie                | Lampre-Merida         | 130 pts               |
| 3e                    | Matteo Trentin        | Italie                | Etixx-Quick Step      | 86 pts                |
| 4e                    | Sacha Modolo          | Italie                | Lampre-Merida         | 84 pts                |
| 5e                    | Alejandro Valverde    | Espagne               | Movistar              | 83 pts                |
| modifier              |                       |                       |                       |                       |

### Classement du meilleur grimpeur
| Classement du meilleur grimpeur | Classement du meilleur grimpeur | Classement du meilleur grimpeur | Classement du meilleur grimpeur | Classement du meilleur grimpeur |
| ------------------------------- | ------------------------------- | ------------------------------- | ------------------------------- | ------------------------------- |
|                                 | Coureur                         | Pays                            | Équipe                          | Point(s)                        |
| 1er                             | Damiano Cunego                  | Italie                          | Nippo-Vini Fantini              | 134 points                      |
| 2e                              | Stefan Denifl                   | Autriche                        | IAM                             | 72 pts                          |
| 3e                              | Darwin Atapuma                  | Colombie                        | BMC Racing                      | 69 pts                          |
| 4e                              | Giovanni Visconti               | Italie                          | Movistar                        | 61 pts                          |
| 5e                              | David López García              | Espagne                         | Sky                             | 54 pts                          |
| modifier                        |                                 |                                 |                                 |                                 |

### Classements par équipes

#### Classement au temps
| Classement par équipes au temps | Classement par équipes au temps | Classement par équipes au temps | Classement par équipes au temps |
|                                 | Équipe                          | Pays                            | Temps                           |
| ------------------------------- | ------------------------------- | ------------------------------- | ------------------------------- |
| 1re                             | Astana                          | Kazakhstan                      | en 191 h 30 min 47 s            |
| 2e                              | Movistar                        | Espagne                         | + 7 min 46 s                    |
| 3e                              | AG2R La Mondiale                | France                          | + 23 min 23 s                   |
| modifier                        |                                 |                                 |                                 |

#### Classement aux points
| Classement par équipes aux points | Classement par équipes aux points | Classement par équipes aux points | Classement par équipes aux points | Classement par équipes aux points |
|                                   | Équipes                           | Pays                              |                                   | Point(s)                          |
| --------------------------------- | --------------------------------- | --------------------------------- | --------------------------------- | --------------------------------- |
| 1re                               | Lotto NL-Jumbo                    | Pays-Bas                          |                                   | 381                               |
| 2e                                | Etixx-Quick Step                  | Belgique                          |                                   | 340                               |
| 3e                                | Movistar                          | Espagne                           |                                   | 296                               |
| modifier                          |                                   |                                   |                                   |                                   |

### Abandons
- 63 -  David de la Cruz (Etixx-Quick Step) : non partant